# カニバリズム

1557年にブラジルで行われたカニバリズムを描いた絵画

カニバリズム（英語: cannibalism）とは、人間が人間の身体及び肉体を食べる行動、あるいは習慣をいう。食人、食人俗、人肉嗜食ともいう。
文化人類学における「食人俗」は社会的・制度的に認められた慣習や風習を指す。一時的な飢餓による緊急避難的な食人や精神異常による食人はカニバリズムには含まず、アントロポファジー（後述）に分類される。また、生物学では種内捕食（いわゆる「共食い」）全般を指す（後述）。

## 語源

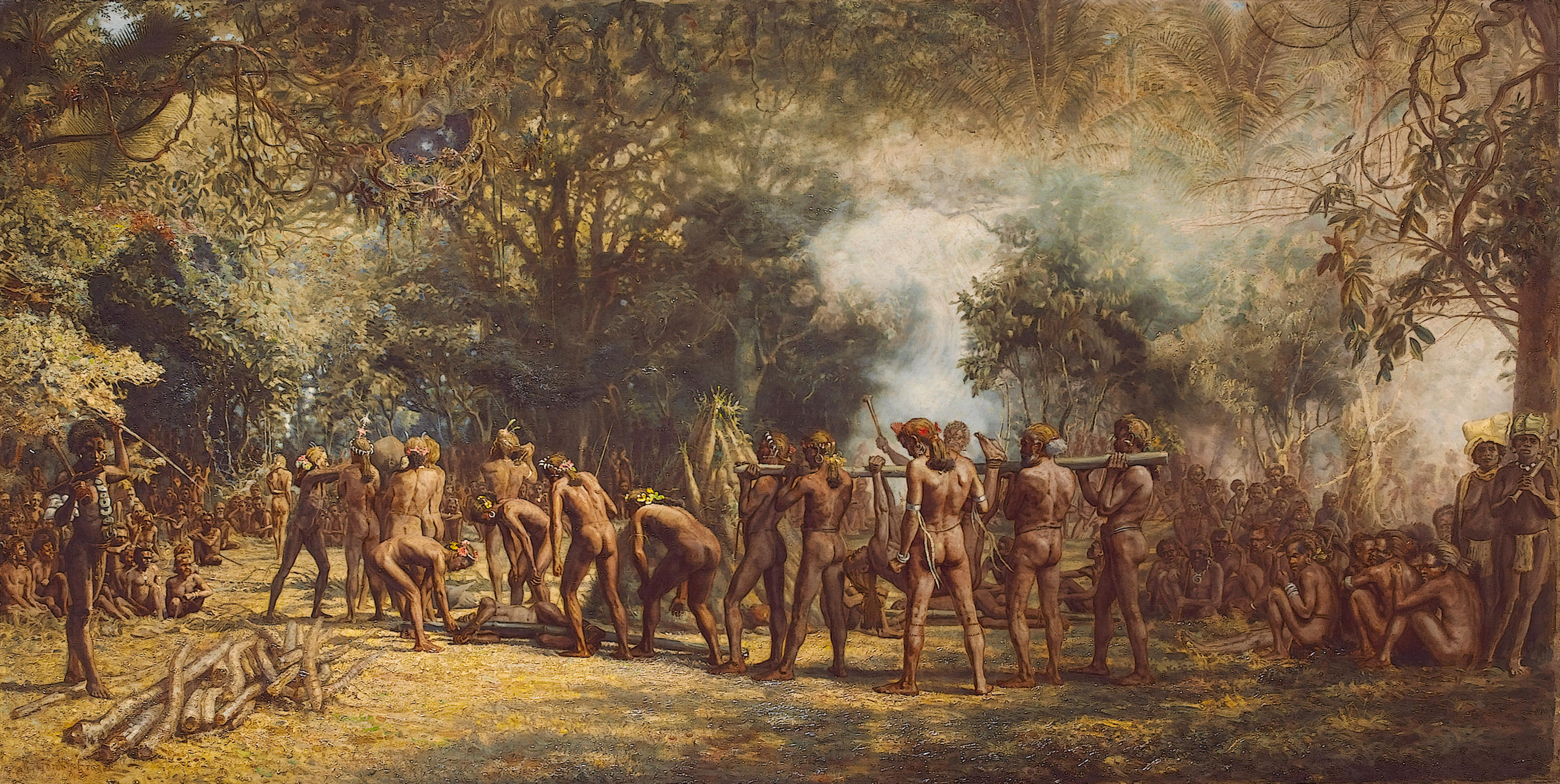
タンナ島における食人の饗宴（1885-9年頃）

スペイン語の「カニバル（Canibal）」に由来する。「Canib-」はカリブ族のことを指しており、16世紀頃のスペイン人航海士達の間では、西インド諸島に住むカリブ族が人肉を食べる（人食い人種）と信じられていた。そのためこの言葉には「西洋（キリスト教）の倫理観から外れた蛮族による食人の風習」=「食人嗜好」を示す意味合いが強い。
発音が似ているため、日本ではしばしば謝肉祭を表す「カーニバル (carnival)」と混同されるが、こちらは中世ラテン語の「carnelevarium（「肉」を表す「carn-」と、「取り去る」を意味する「levare」が合わさったもの）を語源に持つ。
「食人」、「人食い」という意味としては、ギリシア語の「アンスロポファギア（ανθρωποφαγία）」に由来する「アントロポファジー（anthropophagy、「人間」を意味する「anthropo-」と、「食べる」を意味する「-phagy」の合成語）」が忠実な語である。

## 分類
習慣としてのカニバリズムは、大きく以下の2種類に大別される。
1. 社会的行為としてのカニバリズム
2. 社会的行為ではない（＝単純に人肉を食す意味合いでの）カニバリズム

### 文化人類学による説明
特定の社会では、対象の肉を摂取することにより、自らに特別な効果や力、または栄誉が得られると信じられている場合がある。しばしばその社会の宗教観、特にトーテミズムと密接に関係しており、食文化というよりも文化人類学・民俗学に属する議題である。自分の仲間を食べる族内食人と、自分達の敵を食べる族外食人に大別される。
族内食人の場合には、死者への愛着から魂を受け継ぐという儀式的意味合いがあると指摘される。すなわち、親族や知人たちが死者を食べることにより、魂や肉体を分割して受け継ぐことができるという考えである。すべての肉体を土葬・火葬にしてしまうと、現世に何も残らなくなるため、これを惜しんでの行いと見ることができる。日本に残る「骨噛み」は、このような意味合いを含む風習と考えられる。
また、約1万年以前の後期旧石器時代の欧州では、葬儀の習慣として死者の肉を食べる行為が一般的に行われていたというデータが存在する。
なお人身供養と考えるか、葬制の一部と見るのかによって意味合いが変わってくるが、ニューギニア島のフォレ族に流行していたクールー病と呼ばれるプリオン病は、族内食人が原因でプリオンが増加したことが判明している。
族外食人の場合には、復讐のような憎悪の感情が込められると指摘される。また族内食人同様、被食者の力を自身に取り込もうとする意図も指摘される。代表例は各国で見られる戦場における人肉食である（兵糧の補給という合理的見地から行われた場合を除く）。ヨーロッパ人の探検隊が先住民族に捕らえられて食される逸話もこれに相当する。何もこれは未開地域の話ではなく、例えばジョン・ジョンスンは、妻を殺したインディアンに復讐した際、その肝臓を食べたという話が広まり、レバー・イーティング（肝臓食い）という渾名を付けられた。実際には、インディアンをナイフで殺した時、刃先に付着していた肝臓の欠片を食べる「ふり」をしただけともされるが、いずれにせよ、殺した相手の肉を食らうという逸話は、復讐を完了したことを象徴的に示しているとされた。
戦争によるカニバリズムは、首長制の集団のような比較的小規模な条件では高まり、国家と呼べる規模まで成長すると逆に禁止、縮小される傾向がある。マーヴィン・ハリスは、戦争によるカニバリズムを許すと相手の降伏が望めなくなり、戦争後の統治や収奪が困難になるデメリットが大きいために、国家レベルの社会では戦争によるカニバリズムを禁止したとしている。
なお、タンパク質の供給源が不足しているあるいは過去に不足していた地域では、人肉食の風習を持つ傾向が高いという説がある。実際に、人肉食が広い範囲で見られた上述のニューギニア島は、他の地域と比べて家畜の伝播が遅く、それを補うような大型野生動物も生息していなかった。
こういった地域での族外食人には、もとは社会的意図がなかった可能性が示唆される。

### 薬用としての人肉食
死者の血肉が強壮剤や媚薬になるとする考えも欧州はじめ世界中に見られ、これは族内食人の一環として説明する研究者もいる。人間のミイラには防腐処理剤に瀝青・ハーブ・スパイスが用いられ一種の漢方薬として不老不死や滋養強壮の薬効があると信じられていて、主に粉末としたものが薬として飲用され、日本にも薬として輸出されていた(ムミア)。また中国や日本では肝臓、胆嚢、脳を薬として摂取していた（例：刀剣の試し斬り役山田浅右衛門の人胆丸）。現在でも胎盤は健康や美容のために食されたり、医薬品として加工される（胎盤#利用を参照）。
ジャック・アタリやレヴィ＝ストロース、鷲田小彌太らは、臓器移植（他者の臓器を取り出して別人の体に移植する行為）はカニバリズムのカテゴリーに含まれると主張している。臓器移植は経口摂取ではないものの、他人の体の一部を取り込む行為にはある種の不気味さを感じる人もあり、例えば吉本隆明は『私は臓器を提供しない』の中で、臓器移植には「人食いのイメージが強い」と記している。

### 緊急事態下での人肉食

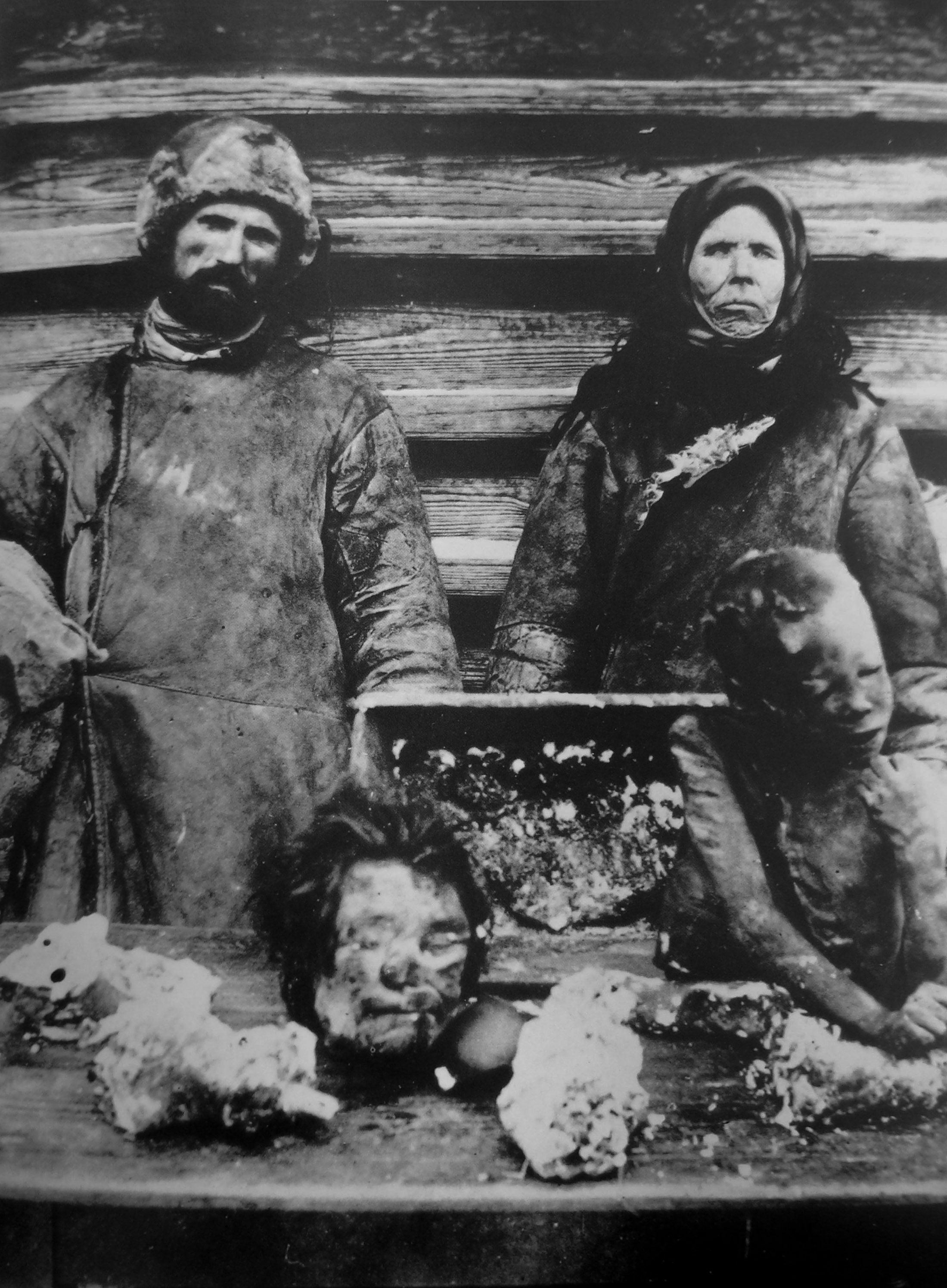
1921年、ロシア内戦期の大規模な飢饉における人肉食

飢饉、戦争、食料不足による人肉食も世界各地に見られる。
生存のために他の人間の死体を食べた事例は、
- 1816年 メデューズ号遭難事故 - テオドール・ジェリコーによる絵画「メデューズ号の筏」で広く知られた。
- 1845年 ジョン・フランクリン探検隊遭難事故（フランクリン遠征）
- 1846年 ドナー隊遭難事故 - 後述。
- 1884年 ミニョネット号事件
- 1918年 デュマル遭難事故 - アメリカ合衆国の貨物船が落雷による爆発沈没のため、複数の救命艇に避難するも、乗員数に極端な偏りが生じた。
- 1921年-1922年 ロシア飢饉 (1921年-1922年)
- 1931年-1932年 ホロドモール スターリン治下のソ連で引き起こされた人工的な飢饉（飢餓輸出）。
- 1943年 ひかりごけ事件 - 後述。
- 1972年 ウルグアイ空軍機571便遭難事故 - 後述。

緊急事態下を生き延びる手段としての人肉食は、食のタブーを超えて古今東西でしばしば見られる。近年の著名な例としては、1972年のウルグアイ空軍機571便遭難事故が挙げられ、遭難した乗客らは、死亡した他の乗客の遺体を食べることで、救助されるまでの72日間を生き延びた。『アンデスの聖餐』、『生存者』やこれを原作にした『生きてこそ』の映画で知られる。このような事例は厳密にはカニバリズムには含まれない。
他の例として、1846年のアメリカにおいて、東部からカリフォルニアを目指して出発した開拓民の一行であった西部開拓者のキャラバン・ドナー隊が旅程の遅れのためにシエラ・ネバダ山脈での越冬を余儀なくされ、山中トラッキー湖畔において遭難した際は、発覚までに隊の中で死亡者を食べるという緊急避難措置が行われていた。さらに悪天候や当時の救助技術により完了するまでに長期間、数回に分けての救助となった。そんな折、最後の被救出者は、先の救出作業の際に渡されていた牛の干し肉があったにもかかわらず、共に残った婦人の肉を食べていた。これは緊急避難が人肉嗜食に転じた典型例である。彼はその婦人の殺害を疑われたが、証拠不十分で放免された。
海の慣習として、難破船で食料が尽きた時に、誰を殺して食べるのか、くじ引きで決定していた。

#### 栄養学的に見た人肉食
人肉の栄養価は、旧石器時代の人々が食べていた他の動物と比較して高くないことが2017年4月6日に『サイエンティフィック・リポーツ』で発表された。論文著者であるブライトン大学のジェームズ・コールは「ほかの動物に比べて、ヒトは栄養学的に優れた食品ではありません」と語っており、コールの推定値によると、イノシシやビーバーの筋肉は1kgあたり4000kcalあるが、現代人の筋肉は1300kcalしかないという。この研究によって、コールは2018年のイグノーベル栄養学賞を受賞した。

### 人肉嗜食
人肉嗜食とは、特殊な心理状態での殺人に時折見られる人肉捕食等のことで、緊急性がなく、かつ社会的な裏づけ（必要性）のない行為である。多くは猟奇殺人に伴う死体損壊として現れる。
カニバリズムは、しばしば性的な幻想をもって受け止められることが多い。連続殺人者として知られるアルバート・フィッシュ、ジェフリー・ダーマー、フリッツ・ハールマン、アンドレイ・チカチーロは、殺人と並行して人肉を食べた。性的なものをベースにしつつ、より「食人」を重視したカール・グロスマン、ニコライ・デュマガリエフは犠牲者も多数となった。パリ人肉事件の犯人の佐川一政は自著の中で、女生徒の肉の味を「まったり」と「おいしい」と記述し、また被害者に憎しみはなく憧れの対象であり、事件時の精神状態は性的幻想の中にあったと記述している。
1978年には、日本で手首ラーメン事件、1989年には東京・埼玉連続幼女誘拐殺人事件が発生している。
2001年にはドイツに住むアルミン・マイヴェスが、カニバリズムを扱うインターネット上のサイトで自分に食べてもらいたい男性を募集し、それに応じてきた男性を殺害し、遺体を食べている。
2007年には、フランス北部ルーアンの刑務所で35歳の男性受刑者が、別の男性受刑者を殺害し、肉体の一部（肋骨の肉）を監房に備え付けられていたキッチンやストーブで調理して食べたとされる事件が起きている。同年にホセ・ルイス・カルバが食人を行った。2012年にはマイアミゾンビ事件が発生した。
2010年頃のロシアの若年層に人肉嗜食が頻発しており、2008年には、悪魔崇拝を標榜する少年少女8名が同年代の4名を殺害してその肉を食する事件が、2009年には、メタルバンドを組むユーリ・モジノフら青年2人がファンの少女を殺害してその肉や内臓を食する事件が起きている。いずれも犯行動機は要領を得ず、「悪魔から逃げたかった」「酩酊して腹が減っていた」と不可解な供述に終始している。

### 法律
文明社会では、直接殺人を犯さずとも死体損壊等の罪に問われる内容であり、それ以前に、倫理的な面からも容認されない行為（タブー）である食のタブーとされる。
2018年の時点で、南アフリカでは遺体の切断や人体の部位の保持は犯罪となるが、人肉食を直接禁じる法律はない。
アメリカのアイダホ州の法律では、「いかなる者であれ、故意に人間の肉あるいは血を体内に摂取した者は、人肉食の罪に問われる」と定められている。

## 聖書中におけるカニバリズム
旧約聖書
レビ記26章では、もし主（神）に逆らい続けるなら処罰として、疫病や敵への敗北、不作や野獣による荒廃の後、ついには自分の息子や娘の肉を食べることになると厳重に警告されている。
列王記では、サマリアがシリアの軍隊に囲まれた際に、食べ物に困った母親達が自分の子供を食べる奇行に走るほどだったという記述がある。
新約聖書
イエス・キリストが自分を食べるようにと述べたことがある。実際にイエスの肉を誰かが食べたという記述は聖書中には無いため、隠喩でのたとえ話と考えられる。一方で、フォイエルバッハのように聖体拝領を形を変えたカニバリズムとして解釈する者もいる。

## 各地のカニバリズム
以下、狭義にはカニバリズムの定義に該当しないものも含まれる。

### オセアニア

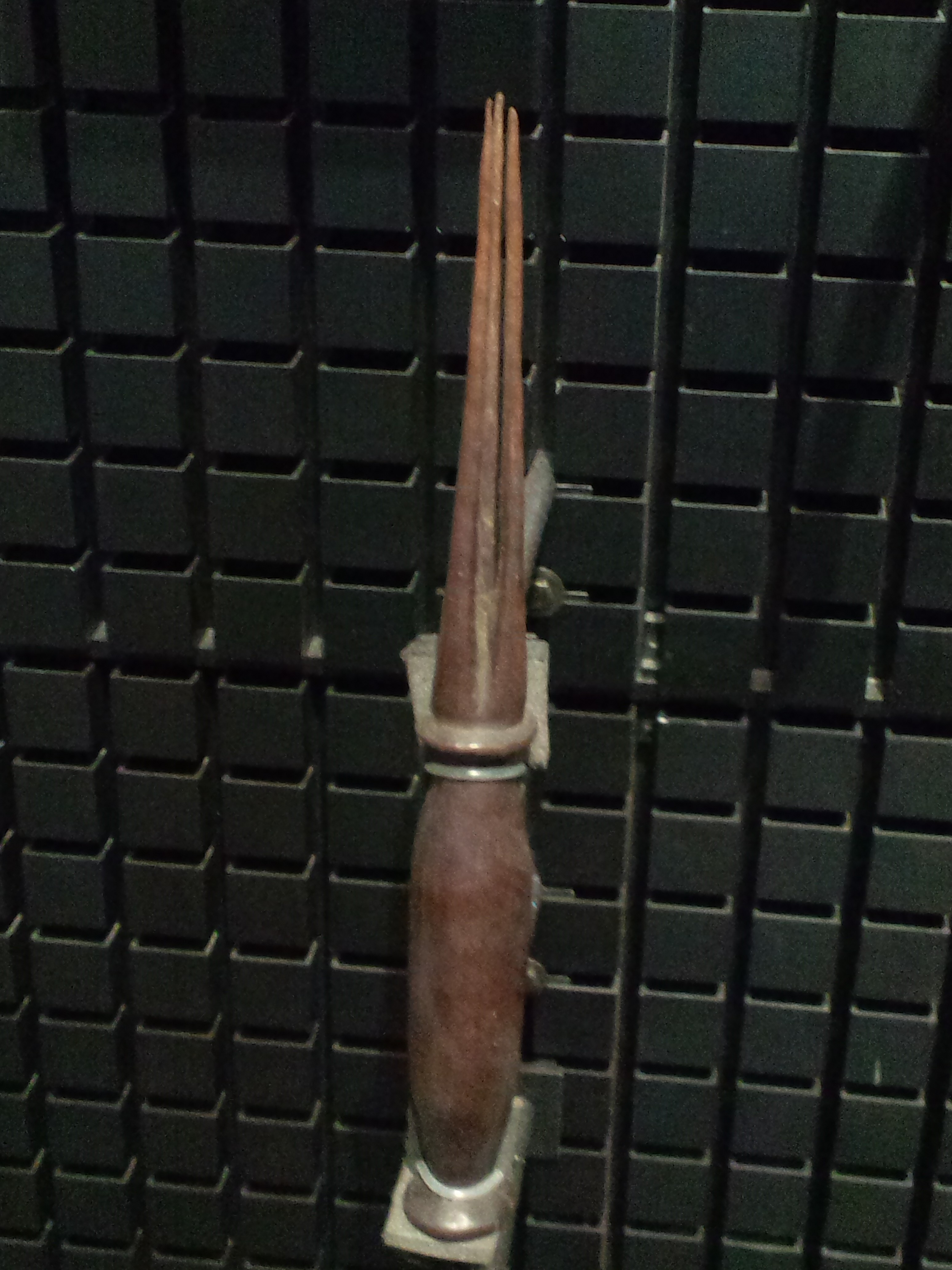
人肉食用フォーク（フィジー諸島、19世紀後半製作）

イースター島では1600年頃から1700年頃にかけて人口が約70%減少した。その要因として現地住民の人為的環境破壊（モアイ作成のための森林伐採）が挙げられるが、結果として野生動物の肉の供給源が失われることになり、最終的に少ない食料を巡っての部族抗争が起き、人肉を食すようになったといわれ、当時のゴミの集積地跡からは人骨が発見されている。
上記はジャレド・ダイアモンドが著した『文明崩壊』に記載されている内容であるが、2020年現在、ダイアモンドの説には誤りがあるとの研究がいくつかある。当時の遺骨には争った形跡が殆ど無いことから、抗争は無かったとの説が出てきており、この説によればイースター島の住民が激減したのは、西洋人による奴隷狩りが主な原因とされる。一方で、やはり文明崩壊、そして人肉食は起きたと主張する学者もいる。
1961年に、ニューギニア島の奥地で人類学者のマイケル・ロックフェラーが原住民に殺され食べられたと報じられた。

### ヨーロッパ
スペイン北部のアタプエルカ遺跡で発掘された「最初のヨーロッパ人」の遺骨から、この先史人類たちが人肉を食べており、しかも、とりわけ子どもの肉を好んでいたことが明らかになった。遺骨の分析によると、食人は、儀式としてではなく食用で行われていた。当時、食料や水は豊富にあり、イノシシやウマ、シカの狩猟も可能であり、食料不足で食人が行われたのではなく、敵対する相手を殺し、その肉を食べたと考えられている。
1万5000年前のイングランドのゴフ洞窟で、かじられた痕跡がある人骨やカップ形に加工された頭蓋骨が見つかっている。また、1万1000‐1万7000年頃の西ヨーロッパ周辺にあったマグダレニアン文化にて、同様に葬儀の習慣として死者の肉を食べる人肉食があったとされる。
同様に紀元前2210年～紀元前2010年頃のイングランド、チャーターハウス・ウォーレン遺跡では大人から子どもまで37人の人骨が発見され、人肉食の対象となった可能性が高いことが明らかになった。人肉食が行われた理由について、敵をあえて家畜のように取り扱うことで、「非人間化」（dehumanised）して、相手の尊厳を傷つけようとしたのではないかという仮説が立てられている。
後にヨーロッパでは戦争、飢饉、貧困、宗教的理由でカニバリズムは広く行われた。第1回十字軍において、十字軍の軍勢がシリアのマアッラを陥落させた際（マアッラ攻囲戦）に、人肉食が行われたという記録が残っている。アラブ、フランク（西欧）双方から同内容の証言が出ており、信憑性が高い。当時、十字軍の食料状況は非常に貧困で、現地調達の略奪の一環として現地住民を殺害し、その肉を食べたとされる。
1274年にフォッサヌォーヴァ修道院で死去したトマス・アクィナスの遺体も修道士たちによって食されている。ホイジンガによれば、修道士たちは、当時高価であった聖遺物の散逸を恐れ、師の遺体を加工保存し、頭部を調理したとしている。
また、大飢饉 (1315年-1317年)の際は人肉食があったと言われるが、それがどの程度のものだったかについては議論が分かれている。また近世以降、船の難破による漂流中に人肉食が行われたという事例が時折記録されている。
15世紀のスコットランドにおいて、ソニー・ビーンとその家族は山岳を通過する旅行者達を食べて暮らしていたという記録があるが、それらは19世紀以降のものであり信憑性は低い。
人肉そのものを食べたわけではないが、1805年のトラファルガー海戦で戦死したイギリス海軍提督ホレーショ・ネルソンの遺体は、腐敗を防ぐためラム酒の樽に漬けて本国に運ばれたが、偉大なネルソンにあやかろうとした水兵たちが盗み飲みしてしまったため、帰国の際には樽は空っぽになっていたという。この逸話からラム酒は「ネルソンの血」と呼ばれることがある。しかし、ネルソンの遺体が実際に入れられたのはコニャックの樽であり、盗み飲みの逸話もただの噂話だとする説もある。
人肉嗜食の項のハールマン、グロスマンらの犯行が行われていたのは第一次世界大戦後の後遺症下にあったドイツである。極度のインフレーションに襲われていたドイツでは慢性的な肉不足となっており、その中で行われた2人の犯行は性的なものがメインでありながら、若干の経済的目的の側面も持ち合わせていた。その経済的目的に特化したカール・デンケは、人肉を市場に流通させるための商品開発における過程で犯行が明るみに出て逮捕されている。3人の犯行は、戦後の浮浪者にあふれていた当時のドイツにおいて、いずれも数十人単位の犠牲者が出るまで発覚しなかった。
その後ドイツでは第二次世界大戦中に強制収容所内で収容者が人肉を食することがあったことがヴィクトール・フランクルの『夜と霧』に記されている。

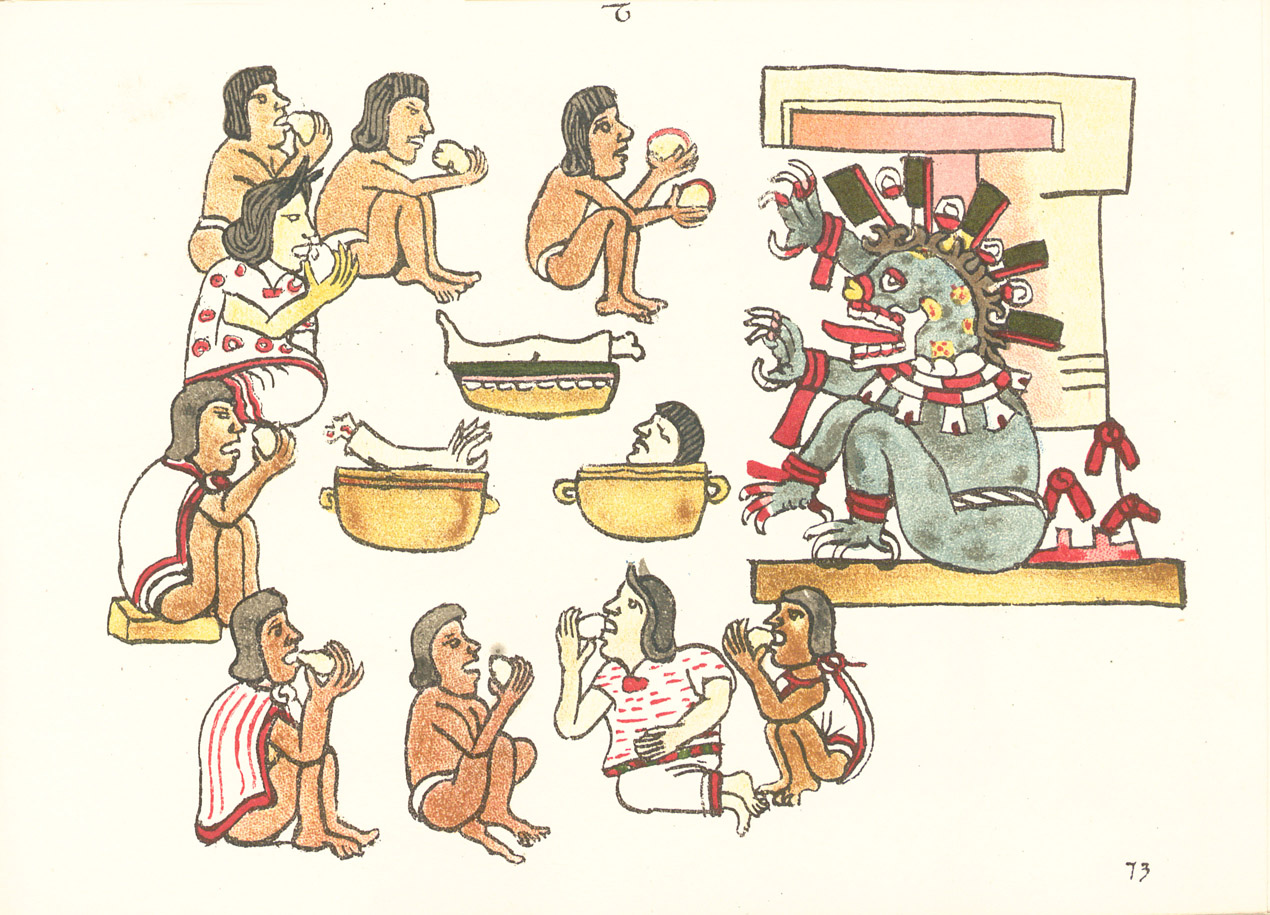
アステカの絵文書に描かれた、人肉を食べる人々。土鍋の中に人の頭部や手足がうかがえる

### アメリカ大陸
アメリカ大陸では宗教的儀礼として広く人身御供が行われていた。また、戦争捕虜を食糧とする慣習も多く存在した。
アステカは食人を制度化していた稀有な国家であり、各所で発生する戦争や反乱で得た捕虜を首都に送り、食糧として消費していた。生きた状態の生贄から黒曜石のナイフで心臓を抉り取り、神に捧げ、体の部分は投げ落として切り刻み、トウモロコシとともに煮込んで食された。ただし、人肉を食すことが許されたのは上流階級のみだった。
北アメリカのイロコイ族やヒューロン族といったアメリカ先住民たちも戦争捕虜を食糧にしていた。イエズス会士の報告によれば、戦場での食糧とする他に、自分たちの村に連れ帰り拷問や訓練に使用した後に食していたと言われる。
北アメリカ大陸に移民したヨーロッパの植民者が、ジェームズタウンにおいて食人をしていたとの研究結果がある。新世界に到着した植民者たちが、厳しい生活環境によって食人行為を強いられた可能性は、古くから指摘されている。
1995年にボブ・マッケンジーがシエラレオネで戦死した際、遺体の一部を食べられた。

### アジア
飢饉や戦争における人肉食は他の地域と変わらないが、宗教儀式に人肉食が利用されるケースが特筆される。
ヘロドトスは『歴史』の中で、アンドロパゴイという部族の食人の風習や、メディアの王アステュアゲスが将軍ハルパゴスにその子を食べさせた逸話を紹介している。これらは伝説的ではあるが、ヨーロッパの視点からのアジア人（をはじめとする異民族）の「食人」に関する記述である。
インドではシヴァ教の一派であるアゴーリの行者が人肉食を行う。彼らは神通力を得るためにガンジス川から水葬遺体を引き上げ、その肉を食する。近年、その撮影が行われた。社会的行為でない事例としては、2009年にハリヤーナー州で火葬場の職員らが遺体の焼肉で晩酌をするという事件が起きている。
チベットでも、1930年代にシャンバラを標榜する宗教団体が信徒を御供にして人肉食儀式を行っていたという報告がある。
南ベトナムでは、1950年代から1960年代にかけてベトナム共和国軍が、反政府勢力の掃討作戦において反政府勢力と目された民衆を殺害し、「人間の生きた肝臓は精力がつく」として肝臓を取り出して食べたとされる。

#### 中国
中国におけるカニバリズムの先行研究者に日本の桑原隲蔵や相田洋などがいる。
歴史学者の李華瑞は、唐末五代に行われた人肉食を、軍糧用、武将の嗜好用、復讐をあげている。唐代から北宋初期にかけて、人肉愛好者が多く記述される。唐代に割股の事例が初めて登場する。唐代には、民衆から憎悪された権力者が棄市された際に死体を復讐として食べるという記述が散見されるが、宋代からは見られなくなっているとしている。
世界各地の例に漏れず、殷代以前において中国でも人身御供にとともに人肉食が行われていたと考えられる。『韓非子』に「紂為肉圃、設炮烙、登糟丘、臨酒池、翼侯炙（あぶり肉）、鬼侯臘（干し肉）、梅伯醢（かい、塩漬け肉）」という殷代の人肉食に関する伝承の記述が見られる。なお後世の儒教においては、人肉食は暴君たる紂王個人に起因するものと解釈された。人肉食は、暴君による残虐行為のひとつとして紂王とともに批判され、忌避された。
常習的なカニバリズムは消えたものの、飢饉や戦争に起因する偶発的な人肉食はその後も絶えなかった。
『左伝』において魯の宣公十五年に、飢えた民が子を交換して食べたとの記録があり、これが飢饉による人肉食の最古の記録となる。『後漢書』において漢末の飢饉の記録にも「人相食」との描写がある。
五代十国以降に人肉食の記録がより頻繁に現れる。元代の『事林広記』には、妻が自らの肉を病気の夫に食べさせたことが美談として称賛され、その行いに朝廷が絹や羊や田を与えて報いたという記述がある。
民間では、元末の『南村輟耕録』に、戦場での人肉食の実例と調理法が多岐にわたって紹介されている。この方式を採用した部隊では戦果が食事に直結するため、大いに士気が高揚したという。
明代の李時珍による『本草綱目』人部には、人肉をはじめ人間由来の漢方薬が記されている。特に宮廷を中心として、女人の血から作った薬（仙丹）が強壮剤としてもてはやされた。不妊に悩む嘉靖帝は、投薬してまで宮女に出血を強要したため、多くが衰弱死したという。また、宋代より全身を切り刻む凌遅刑が存在したが、著名人が凌遅刑後に被食された事例として劉瑾が挙げられる。
明代に編纂された三国志演義には、猟師が妻の肉で劉備をもてなし曹操から百金を賜る逸話が挿入されているほか、水滸伝にも、しびれ薬を飲ませた客の肉を商いに利用する居酒屋の話が登場するなど、この時代の知識人にとっても人肉食は特に違和感を覚える存在ではなかった。
清代の宮廷でしばしば人肉食が行われ、高官が赤ん坊の肉を好んで調理させた逸話が伝わる。著名人では、西太后が病の東太后の歓心を買うため肘肉を羹に供したという。黄昭堂によれば、台湾原住民族は「生蕃」と呼ばれ、その肉である「蕃肉」は滋養に富むとして食され、大陸に輸出されていた。凌遅場近辺で死刑囚の肉片が食用ないし薬用に供されていた記録があり、廃止された光緒31年（1905年）には北京で撮影が行われている。
近代に入ると、革新派知識人らによって史料に散見される食人記録が封建制による悪習だと定義され、前近代的な象徴として厳しく糾弾された。その代表が魯迅で、強迫性障害の主人公がカニバルの幻想を抱く『狂人日記』や人血に浸して食べる肉饅頭が肺病を治すという風習についての『薬』といった著作において見られる。
中国共産党の大躍進政策の失敗により深刻な食糧不足が発生した際には人肉食が発生した（中華人民共和国大飢饉）。文化大革命時にも人肉食が広西などで行われたという後年の調査とその報告がある。
香港やマカオではしばしば食人事件が噂され、盛んに作品に翻案された。香港映画『八仙飯店之人肉饅頭』はその一例である。2008年、香港で少女を殺害し、遺体を切り刻んで肉と内臓をミンチ機で細切りにしてトイレに破棄し、手足の骨は肉屋の店頭に並べたという、この映画を思わせる事件が発生した。

#### 朝鮮半島
朝鮮半島における食人文化は、「断指」「割股（自身の腿肉を切る）」という過激な孝行思想によるもので統一新羅から朝鮮まで続いた。孝以外で直接的に人肉を薬にすることについては比較的遅くに見られ、朝鮮の中宗の治世（1520年代）から広まっており、宣祖の治世である1575年6月には生きた人間を殺し生肝を取り出して売り捌いた罪で多数捕縛されたことが『朝鮮王朝実録』に記載されている。
韓国独立運動家の金九は、割股して病気の父に食べさせている。この民俗療法の風習は、元々梅毒の治療のために行われたと推察できるが、後にこれらの病に留まらず不治の病とされるもの全般に行われるようになり、日本統治時代の昭和初期に至っても新聞記事の中にも長患いの夫に自分の子供を殺して生肝を食べさせる事件や、当時は不治の病とされたハンセン病の薬として子供を山に連れて行って殺し、生肝を抜くという行為が散見される。ただしこの時代の社会でも、既にこのような薬としての人肉食は一般的ではなく、前近代的で非科学的な奇習と考えられているようになっており、朝鮮総督府により施行された日本法でも禁止されている。1933年に京城府竹添町幼児生首事件が発生した。
ただし、近年でも人肉を薬として信じ、滋養強壮や若返りの効果があると信じて服用されている事例がある。特に2011年8月、中国から密輸された人肉を封入したカプセルが裏で出回っていることを韓国の税関当局が発表し、国内外で大問題となった。税関、警察、保健当局は取締に乗り出しているが、既に大量に出回っており、摘発は容易ではない。2012年において、1錠3000円超で取引されているという。
韓国では20世紀後半の経済成長によって、食料不足は縁遠いものとなっているが、北朝鮮では、政策の失敗が原因で、1990年代中頃以降食料不足が慢性化している。2012年春には数万人規模での餓死者が発生しており、その少ない食料を政府や朝鮮人民軍が横領した結果という。飢えに耐えかねた親が子を釜茹でして食べて捕まる事件や、人肉の密売流通事件が後を絶たないという。

#### 日本
日本の食人風習については南方熊楠による論考がある。
縄文時代後期の大森貝塚において、住民の墓地とは別に貝殻捨て場で獣畜と同様に細かく砕いた人骨が発見されていることから、食人行為が行われていたと推測される。また綏靖天皇が七人の人々を食べたという史料の記述をはじめとして、酒呑童子説話中の源頼光一行や、安達ヶ原の鬼婆の家に立ち寄った旅人、肝取り地蔵といった説話に古代日本におけるカニバリズムの存在が散見される。
『遠野物語拾遺』第二九六話と第二九九話には、遠野で5月5日に薄餅（すすきもち）を、7月7日に筋太の素麺を食べる習慣の由来として、死んだ愛妻の肉と筋を食べた男の話が記録されている。また、中国にある割股の話は、日本にも類話が見える。
戦国時代においては、籠城戦において長期間の包囲により城内の食糧が不足して、餓死するなど力尽きた遺体を食する事態がしばしば発生しており、代表的な例として1581年に羽柴秀吉が毛利氏守将の吉川経家らが籠城する鳥取城を包囲した際（第2次鳥取城包囲戦）に徹底的な兵糧攻めを行い、約3か月の籠城戦で城内の食料が枯渇し、城に籠る兵士や農民が餓死者の肉を食らうなど『鳥取城の渇え殺し』と呼ばれる極めて悲惨な状況となった。『信長公記』によれば、城兵たちは草木や牛馬を食べ尽くした末、城を脱走しようとして織田軍に銃撃されて死んだ人間を食い争ったとある。
随筆『新著聞集』では、江戸時代の元禄年間に増上寺の僧が、葬儀にあたって死者の剃髪をした際、誤って頭皮をわずかに削り、過ちを隠すためにそれを自分の口に含んだところ、非常に美味に感じられ、以来、頻繁に墓地に出かけては墓を掘り起こして死肉を貪り食ったという話が収められている。確実な記録には、江戸四大飢饉の時に人肉を食べたというものがある。また天明の大飢饉の際には天明4年（1784年）に弘前で人食いがあったと橘南谿が『東遊記』で記している。
戊辰戦争の折には旧幕府側総指揮官の松平正質が敵兵の頬肉をあぶって酒の肴にしたといい、また薩摩藩兵が死体から肝臓を取り胆煮を食したという。
近代に入ると、日本には人肉食は存在しなかったという歴史修正主義が広まった。

##### 薬食としての人肉食
人間の内臓が、民間薬として食されていたという記録がある。
江戸時代、処刑された罪人の死体を日本刀で試し斬りすることを職とした山田浅右衛門は、死体から採取した肝臓を軒先に吊るして乾燥させ、人胆丸という薬に加工して販売したとされる。当時の人胆丸は正当な薬剤であり、山田家は人胆丸の売却で大名に匹敵する財力を持っていたと言われている。
明治3年（1870年）4月15日付けで、明治政府が「刑余ノ骸ヲ以テ刀剣ヲ試ミ及人胆霊天蓋等密売ヲ厳禁ス」と、人肝・霊天蓋（脳髄）・陰茎の密売を厳禁する弁官布告を行っている。しかし闇売買は依然続いたらしく、『東京日日新聞』でたびたび事件として立件、報道されている。作家の長谷川時雨は『旧聞日本橋』で明治中期の話として「肺病には死人の水－火葬した人の、骨壺の底にたまった水を飲ませるといいんだが…これは脳みその焼いたのだよ」と、「霊薬」の包みを見せられて真っ青になった体験を記している。1902年（明治35年）に発生した臀肉事件は、ハンセン病の治療目的で、被害者の臀部の肉を材料としたスープが作られている。
中沢啓治の自伝的漫画『はだしのゲン』には、日本への原子爆弾投下直後から、被災地では「人骨を粉末状にしたものが放射線障害に効く」という迷信が信じられていたという描写がある。
昭和40年代までは、日本各地で、「万病に効く」という伝承を信じて、土葬された遺体を掘り起こして肝臓を摘出し、黒焼きにして高価で販売したり、病人に食べさせ、のちに逮捕されていたことが新聞で報道されている。
このように人間の内臓が薬として利用されていたことについては、未だ明らかにされてはいないが、曲直瀬玄朔は医学書『日用食性』の中で、獣肉を羹、煮物、膾、干し肉として食すれば様々な病気を治すと解説しており、肉食が薬事とみなされていたことを示しているし、また漢方においては、熊の胆は胆石、胆嚢炎、胃潰瘍の鎮痛、鎮静に著効があると言われ、金と同程度の価値がある高価な薬品だった。江戸中期の古方派医師後藤艮山は、熊胆丸を処方して手広く売り出したと言われる。また中国からこのような薬学的な考えが伝わったともされる。

##### 葬儀としての人肉食
1938年（昭和13年）、伊波普猷は当時那覇他で見られていた葬儀の際に会葬人への豚肉料理を提供する習慣の起源ではないかと、ある民間伝承を参考のために書き記している。

##### 骨噛み
葬儀の場面でお骨を食べる社会文化的儀礼または風習としての「骨噛み」を行ってきた地域も存在する。長寿を全うした死者や人々に尊敬されていた人物が被食対象となっていることから、死者の生命力や生前の能力にあやかろうとする素朴な感情が根底にあるとみられる。最愛の配偶者の遺骨をかむことは、強い哀惜の念からと思われ、これらは素朴な感情表出として受け止められている。
俳優の勝新太郎は父の死に際して、その遺骨を「愛情」ゆえに食したと、本人が証言している。いわゆる「闇の社会」では骨噛みの特殊な習俗が継承されているとの推測もある。

##### 戦時中の人肉食
太平洋戦争中の南洋戦線（インパール・ニューギニア・フィリピン・ガダルカナル）において、日本軍では兵站が慢性的に途絶したことで大規模な飢餓が頻繁に起こり、死者の肉を食べるという事態が各地で発生した。
グアム島では敗走中のある陸軍上等兵が逃避行を共にしていた日本人の民間人親子を殺害してその肉を食べるという事件が発生。事件の目撃者がアメリカ軍にこのことを密告したため、上等兵は戦犯として逮捕され、アメリカ軍により処刑された。1944年12月にニューギニア戦線の第18軍司令部は「友軍兵の屍肉を食すことを罰する」と布告し、これに反して餓死者を食べた4名が銃殺されたという。また、ミンダナオ島では1946年から1947年にかけて残留日本兵が現地人を捕食したとの証言があり、マニラ公文書館に記録されている。
なお、連合軍兵士に対する人肉食もあったとされるが、多くが飢餓による緊急避難を考慮され、戦犯として裁かれることはなかった。一方で、処刑したアメリカ軍捕虜の肉を酒宴に供したとされる小笠原事件（父島事件）では、関係者がBC級戦犯として処刑されている。罪状には人肉食は含まれず、捕虜殺害と死体損壊として審理された。ただし、当時現場に立ち会っており、この事件が弁護士活動の原点になったという、元日弁連会長の土屋公献は事件について証言し、人肉食の事実は無かったとして事件の内容について語気鋭く否定している。
1944年真冬の知床岬（ペキンノ鼻）では、難破した陸軍徴用船で「ひかりごけ事件」が発生した。食料が殆どない極限状態に置かれた船長が、死亡した船員の遺体を食べて生存した。武田泰淳の小説『ひかりごけ』や映画化作品で知られる。韓国は、1945年に人肉を獣肉として朝鮮人軍属にふるまったとの疑念が切っ掛けになったとされるチルボン島事件が発生したと主張している。

## 家畜のカニバリズム
肉食の習慣や、いわゆる「共食い」とは違うが、豚の「尾かじり」や「耳かじり」・鶏の「尻突き」、群れで飼育する家畜・家禽同士で、傷ついたり弱ったりした個体を（口を使って）集団で攻撃し、結果として死に至らせる行動も畜産学・動物行動学上では「カニバリズム」と呼ばれている。これらの行動は環境探索本能の転嫁と密飼いによるストレスが原因と言われており、遊具等の投入による欲求不満の解消や飼育密度の低減によってある程度の抑制が可能である。また近年では、畜産物残渣の再利用という名目で肉骨粉を飼料に混ぜることもあり、家畜が人間によって意識しない形でカニバリズムをさせられる形となり、BSE（狂牛病）という感染症を発生させる結果となった。

## 自然界でのカニバリズム
カニバリズムを動物が同種の他個体を食べる共食い（種内捕食、intraspecies predation）の訳語としてとる場合、共食いはアリやシロアリ等の社会性昆虫では頻繁に見られ、食料欠乏の場合には、幼虫・成虫が卵やさなぎを捕食する（飢餓状態に置かれれば、チョウの幼虫の草食動物も共食いをする）。繁殖のためではなく、幼生に栄養を補給する目的で無精卵（栄養卵）を産む行動は、カエル、ハキリアリ、クモに見られる。無脊椎動物や魚類、成体と幼生（あるいは大きさの著しく異なる雄と雌）が同じ地域（同じ生物群集内）に生息する雑食動物や肉食動物の間では、食物ピラミッドの中では小さな個体が大きな個体の下に位置するため、食性としてのカニバリズムが頻繁に起こりうる。そのような場合、カニバリズムが個体群数の周期的変動につながる例も多い。
カニバリズムは無脊椎動物や魚類、両生類だけではなく鳥類や哺乳類等の高等動物にも見られる行動であり、チンパンジーの子殺しに伴う共食いのように霊長類も例外ではない。自然状態での家畜とは異なるストレス以外のカニバリズムの理由としては、えさとしての価値に重点がある場合と同種個体を殺すことに重点がある場合、その両方を兼ねる場合があるが、チンパンジーの例ではその意義が未だよく解明されていない。

## フィクションにおけるカニバリズム

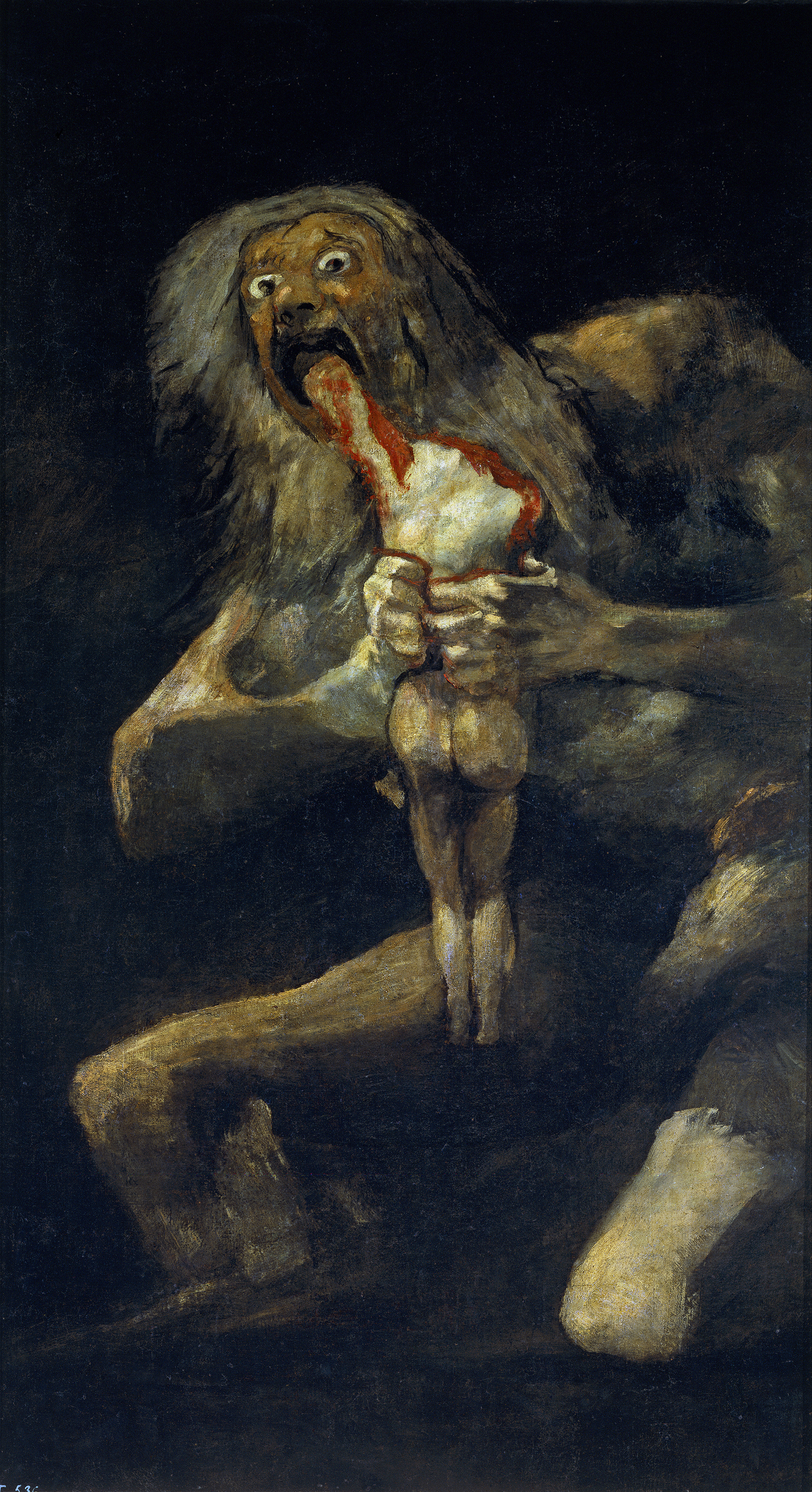
ゴヤ「我が子を食らうサトゥルヌス」

古来より、カニバリズムは説話や童話・民話でもモチーフになっている。タブーとされるがゆえに、それを扱った文学・芸術は多く見られる。フィクションでは青頭巾（『雨月物語』）、スウィーニー・トッド、『羊たちの沈黙』や『ハンニバル』に登場するハンニバル・レクターがいる。
- 赤ずきん
- かちかち山
- 強盗のおむこさん
- 百槇の話

小説や映画でもカニバリズムを扱った作品は多数ある。ジョナサン・スウィフトは風刺として『アイルランドの貧民の子供たちが両親及び国の負担となることを防ぎ、国家社会の有益なる存在たらしめるための穏健なる提案』において貧民の赤子を1歳になるまで養育し、アイルランドの富裕層に美味な食料として提供することをアイルランドの窮状解決策として提案した。
ほか マルキ・ド・サド『食人国旅行記』、フローベール『サランボー』、H・G・ウェルズ『タイムマシン』、エドガー・アラン・ポー『ナンタケット島出身のアーサー・ゴードン・ピムの物語』がある（その他は#参考文献を参照）。
昭和初期の探偵小説作家夢野久作の作品に『白くれなゐ』があり、人胆（ひとぎも）採取の話が出ている。
絵画ではゴヤ『我が子を食らうサトゥルヌス』がある。
その他のフィクション作品については「カテゴリー:カニバリズムを題材とした作品」参照。